# Skansen w Telszach
Skansen w Telszach (Žemaitijos Kaimo Muziejus) – skansen w litewskim mieście Telsze.
W 1963 Ministerstwo Kultury Litwy postanowiło utworzyć skansen w Telszach, pokazujący typowe zabudowania wsi żmudzkiej. Do 1966 komitet organizacyjny wybrał 35 budynków do przeniesienia i zaprojektował muzeum na brzegu jeziora Mastis. Pierwszy budynek (łaźnię) przeniesiono w 1967. Z powodu trudności finansowych przeniesiono tylko 16 budynków.
Muzeum otwarto dla zwiedzających w 1983. Zajmuje ono 7,5 ha (z planowanych 15) i przedstawia 3 zagrody (dom, stodoła, spichlerz, obora lub owczarnia) oraz budynki wiejskie takie jak wiatrak i kuźnia. W pomieszczeniach eksponowane są przedmioty związane z codziennym życiem oraz pracami rolniczymi, pochodzące, tak jak i zabudowania, z przełomu XIX i XX wieku.
Na terenie skansenu odbywają się pokazy folklorystyczne.